# Saint-Sornin (Charente)
Saint-Sornin – miejscowość i gmina we Francji, w regionie Nowa Akwitania, w departamencie Charente.
Według danych na rok 1990 gminę zamieszkiwały 694 osoby, a gęstość zaludnienia wynosiła 62 osoby/km² (wśród 1467 gmin regionu Poitou-Charentes, Saint-Sornin plasuje się na 437. miejscu pod względem liczby ludności, natomiast pod względem powierzchni na miejscu 769.).